# Hans Jæger

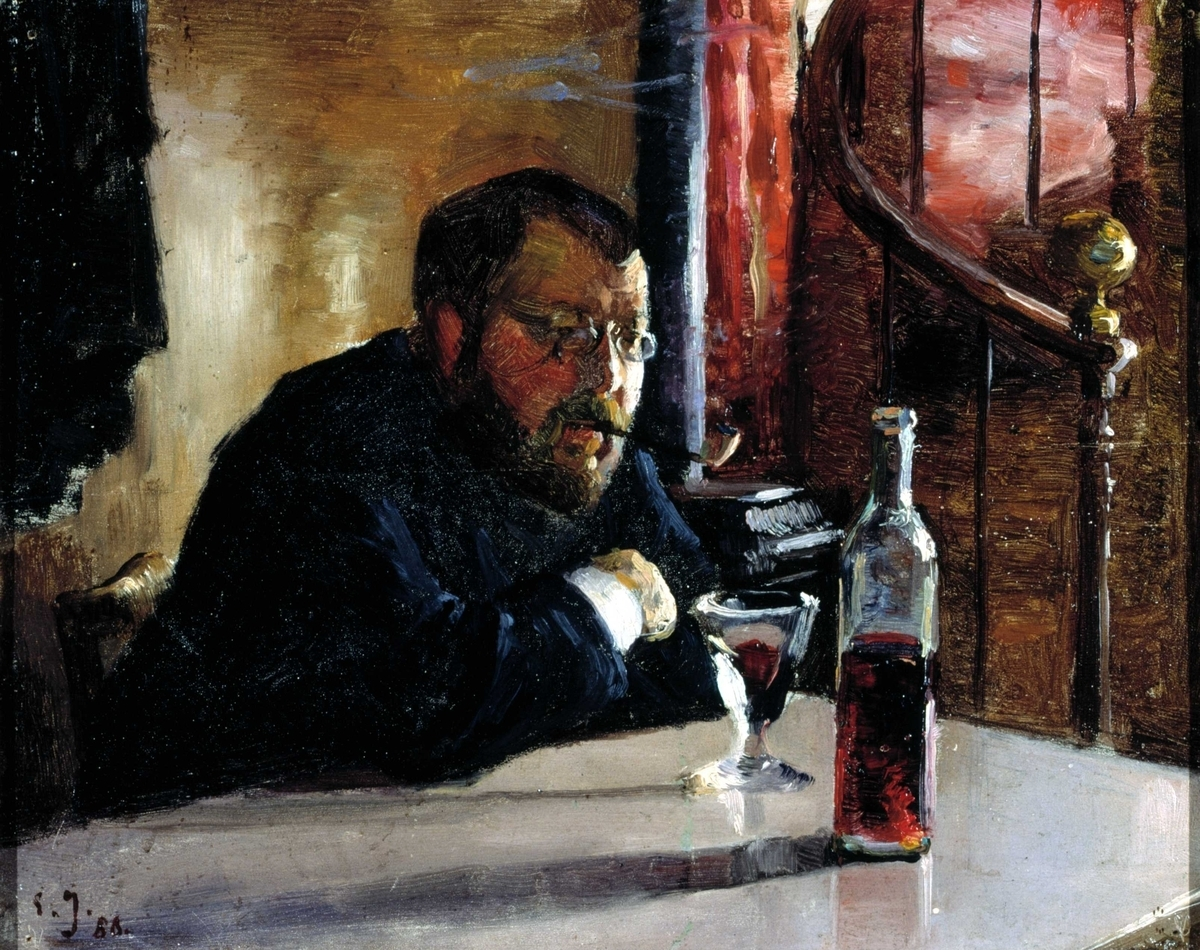
Hans Jæger. Porträtt av Sven Jørgensen 1888.

Hans Henrik  Jæger, född 2 september 1854 i Drammen, Norge, död 8 februari 1910 i Kristiania (nuvarande Oslo), var en norsk författare, anarkist och bohem. Han var bror till Oskar Jæger.

## Biografi
Från 14 års ålder hade Jæger fört ett rätt äventyrligt sjömansliv när han 1875 blev student och tio år senare utgav romanen Fra Kristiania-Bohêmen (2:a omarbetade upplagan 1895) som kännetecknas av en på den tiden brutal framfusighet. Inom det akademiska och konstnärliga lägret i Norges huvudstad framkallade den den så kallade "bohemrörelsen", som i flera hänseenden präglade kulturströmningarna i Norge årtiondena efter sekelskiftet 1900. Jæger vann ett stort antal vänner och kamrater, och dessa tog parti för honom när man genom åtal och följande fällande dom angrep hans författarskap med dess "samhällsupplösande tendenser". Slitningarna blev så mycket mera iögonfallande eftersom de följde på efterdyningarna på riksrättsstriden och inträffade samtidigt med att kompromisser hade berett de fromma och nykterhetsivrande politikerna på Vestlandet en plats i det norska samhällslivet. Såväl Fra Kristiania-Bohêmen som Jægers övriga arbeten (bl.a. Syk kjaerlihet, som handlade om Jægers relation med målarinnan Oda Krohg) konfiskerades. Nyupplagorna gjordes små och böckerna fick distribueras privat.

### Utgivet på svenska
- Förgiftade passioner 1955